# Coves de la Huesa Tacaña
Les coves de la Huesa Tacaña estan situades al sud de Villena (Alt Vinalopó, País Valencià), en una zona de gran importància estratègica per la qual discorre el llit del Vinalopó, així com l'autovia A-31, el recorregut de la qual en aquest punt seguia en l'Antiguitat la Via Augusta. Es tracta d'un conjunt de dues coves quasi contigües, la cova Gran i la cova Menuda, que es troben als estreps sud-oest de la Peña Rubia, a uns 2 km a l'est de la Colonia de Santa Eulalia. En elles s'han trobat restes arqueològiques des del Paleolític al Mesolític.
- Cova Gran de la Huesa Tacaña: Al jaciment s'hi ha trobat gran quantitat de burins, un bon nombre de làmines amb cresta, algunes làmines de vora rebaixada i uns quants raspadors, que marquen ocupació especialment en el període gravetià, encara que amb materials que van des del Paleolític superior a l'Epipaleolític.[1][2][3]

- Cova Menuda de la Huesa Tacaña: S'hi va trobar gran quantitat de trapezis, dos microburins i algunes lamel·les, tot això enquadrat en l'Epipaleolític i Mesolític.[1][2][3]

Prop de les coves, però ja en l'exterior, han aparegut puntes, rascadores, perforadores, osques i denticulats. Aquestes troballes van ampliar cap al sud la distribució geogràfica i el coneixement sobre aquest horitzó tecnològic i cronològic. Les troballes estan conservades al Museu Arqueològic de Villena.